# Дуда Јанковић
Душица Дуда Јанковић (порт. Duda Yankovich; 27. септембар 1976, Јагодина, Србија) је бивша српско-бразилска боксерка и мајстор мешовите борилачке вештине. Живи у Бразилу од 1999. године. Била је светски шампион у полутешкој категорији у међународној женској боксерској асоцијацији.

## Борилачке вештине
Борилачке вештине су различити системи борилачких вежби и различитих техника самоодбране, најчешће источноазијског порекла; првенствено развијених као средство борбе без оружја. Тренутно се практикују у многим земљама, углавном у облику спортских вежби које имају за циљ физичко и ментално побољшање. Душица је почела тренинге борилачких вештина када је имала 11 година. Била је најмлађи ученик са црним појасом Шотокан каратеа у Србији.
Била је такмичарка Европског првенства у Прагу 1994. године а само неколико година касније освојила је и бронзану медаљу на јуниорском светском првенству у Закопанама у Пољској. Била је првак Србије у кик-боксу од 1996. до 1999, а првак Балкана 1998. и 1999. године. Годину дана касније сели се у Бразил где постаје шампион кик-бокса између 2001. и 2003. године.

## Бокс
Од 2002. године бави се аматерским боксом, тренирајући четири месеца са екипом бившег светског првака Аселином Фреитасем. Ивановић је представљала Бразил на Првом панамеричком женском боксерском аматерском првенству у Буенос Ајресу у Аргентини 2005. године. Заузела је треће место и бронзану медаљу у дивизији од 60 килограма.
23. јула 2005. године наставља каријеру у професионалном боксу против Аргентинке Вилхелмине Фернандез. Победила је у четвртој рунди нокаутом. Тада је однела још три борбе, победивши све нокаутом. Након доброг размишљања, Ивановићева је одлучила да напусти такмичења у кик боксу и да посвети своје време припреми како би достигла задовољавајући ниво на листи најбољих кик боксера.

## Светски шампион
Након две међународне победе, Ивановићева је постала кандидат за титулу Женског међународног боксерског удружења у категорији супер лаких. Једногласном одлуком победила је и добила титулу.
После освајања светске титуле у новембру 2006. године, Ивановићева је прву одбрану светске титуле донела 17. марта 2007. године против Американке Белинде Ларасуенте, победивши поенима у изазову који је трајао 10 кола. Убрзо након тога, победила је  Колумбијанку Паоле Ројас у Сао Паулоу, а затим и Колумбијку Лилиане Палмера. У априлу 2008.године прихватила је реванш али је поново изгубила рунду.
Годину дана касније, 5. јула 2009. године, Јанковићева се бори са америчком шампионком Холли Холм (категорија изнад њене тежине)а. Рунда је прекинута одлуком лекара, где је изгубила. Након скоро годину дана избегвања ринга због повреде претрпљене у последњој борби одржаној у Сједињеним Америчким Државама, 29. маја 2010. године изгубила је титулу светске првакиње за само један поен.
29. априла 2011, покушала је да освоји другу титолу али је изгубила борбу против Ане Софије Матис у Паризу у Француској.

## Професионални рекорди
| No. | Резултат | Рекорд | Противник                | Тип            | Рунда, време | Датум               | Место                   | Референце и ноте |
| --- | -------- | ------ | ------------------------ | -------------- | ------------ | ------------------- | ----------------------- | ---------------- |
| 15  | Изгубила | 11–4   | Енис Пашесо              | Одлука         | 10, 2:00     | 16. март 2012.      | Колумбија               | [ 9 ]            |
| 14  | Изгубила | 11–3   | Ан Софи Матис            | Нокаут         | 3            | 29. април 2011.     | Сена и Марна, Француска | [ 10 ]           |
| 13  | Изгубила | 11–2   | Естер Фири               | Одлука         | 10, 2:00     | 29. мај 2010.       | Лусака, Замбија         | [ 11 ]           |
| 12  | Изгубила | 11–1   | Холи Хол                 | Нокаут         | 4, 0:32      | 5. јун 2009.        | Сан Пауло, Бразил       | [ 12 ]           |
| 11  | Победила | 11–0   | Дарис Естер Дарос        | Одлука         | 8, 2:00      | 19. април 2008.     | Сан Пауло, Бразил       | [ 13 ]           |
| 10  | Победила | 10–0   | Лилиана Палмера          | Одлука         | 10, 2:00     | 15. септембар 2007. | Сан Пауло, Бразил       | [ 14 ]           |
| 9   | Победила | 9–0    | Паола Ројас              | UD             | 10, 2:00     | 16. јун 2007.       | Сан Пауло, Бразил       | [ 15 ]           |
| 8   | Победила | 8–0    | Белинда Ларакуленте      | Одлука         | 10, 2:00     | 17. март 2007.      | Сан Пауло, Бразил       | [ 16 ]           |
| 7   | Победила | 7–0    | Дарис Естер              | Одлука         | 10, 2:00     | 25. новембар 2006.  | Сан Пауло, Бразил       | [ 17 ]           |
| 6   | Победила | 6–0    | Сивија Фернанда Закариас | Повећани поени | 6, 2:00      | 30. септембар 2006. | Сан Пауло, Бразил       | [ 18 ]           |
| 5   | Победила | 5–0    | Габриела Марсела Запата  | Нокаут         | 2            | 26. август 2006.    | Сан Пауло, Бразил       | [ 19 ]           |
| 4   | Победила | 4–0    | Летисиа Ројо             | Нокаут         | 5, 1:12      | 11. август 2006.    | Сан Пауло, Бразил       | [ 20 ]           |
| 3   | Победила | 3–0    | Анђи Паола Ројо          | Нокаут         | 4, 0:42      | 13. мај 2006.       | Сан Пауло, Бразил       | [ 21 ]           |
| 2   | Победила | 2–0    | Сандра Жеронимо          | Нокаут         | 1            | 29. октобар 2005.   | Сан Пауло, Бразил       | [ 22 ]           |
| 1   | Победила | 1–0    | Гијермина Фернандез      | Нокаут         | 4            | 23. јул 2005.       | Сан Пауло, Бразил       | [ 23 ]           |